# Wyszyna, Hạt Myślibórz
Wyszyna [vɨˈʂɨna] (tiếng Đức: Hochland) là một ngôi làng thuộc khu hành chính của Gmina Boleszkowice, thuộc quận Myślibórz, West Pomeranian Voivodeship, ở phía tây bắc Ba Lan, gần biên giới Đức. Nó nằm khoảng 6 kilômét (4 mi)   phía đông bắc Boleszkowice, 26 km (16 mi) phía tây nam Myślibórz và 74 km (46 mi) phía nam thủ đô khu vực Szczecin.